# Алгоритм де Бура
Алгоритм де Бура — это численный метод вычисления значения B-сплайна в заданной точке; является обобщением алгоритма де Кастельжо для кривых Безье. Оригинальная версия алгоритма, разработанная Карлом де Буром в 1971 году, имеет полиномиальную вычислительную сложность, но отличается хорошей численной устойчивостью. Последующие модификации, появившиеся в попытке упростить и ускорить алгоритм, демонстрируют сравнительно худшую устойчивость.

## Введение
Алгоритм де Бура предназначен для вычисления сплайна {\displaystyle \mathbf {S} (x)} при фиксированном значении аргумента {\displaystyle x}. Сам сплайн представляется в виде линейной комбинации контрольных точек {\displaystyle \mathbf {c} _{i}} (векторов, не зависящих от {\displaystyle x}), коэффициенты которой суть базисные сплайн-функции {\displaystyle B_{i,p}(x)}:
{\displaystyle \mathbf {S} (x)=\sum _{i}\mathbf {c} _{i}B_{i,p}(x).}
Базисные сплайны по определению являются кусочно-полиномиальными функциями: они составлены из сегментов — многочленов степени {\displaystyle p}, — которые стыкуются между собой в узлах {\displaystyle {t_{0},\dots ,t_{i},\dots ,t_{m}}}. Алгоритм де Бура вычисляет {\displaystyle \mathbf {S} (x)} за {\displaystyle O(p^{2})} элементарных операций.
Примечание. В основной статье и в классических публикациях на эту тему приняты немного другие обозначения: B-сплайны индексируются как {\displaystyle B_{i,n}(x)} с {\displaystyle n=p+1}. В данной статье второй индекс совпадает со степенью полиномов, а все индексы начинаются с нуля.

## Ограниченность носителя
Каждый базисный сплайн имеет компактный (ограниченный) носитель, что означает, что он принимает ненулевое значения только на конечном отрезке. Это видно из рекурсивной формулы Кокса—де Бура:
{\displaystyle B_{i,0}(x):={\begin{cases}1&{\text{при }}t_{i}\leq x<t_{i+1},\\0&{\text{в противном случае.}}\end{cases}}}
{\displaystyle B_{i,p}(x):={\frac {x-t_{i}}{t_{i+p}-t_{i}}}B_{i,p-1}(x)+{\frac {t_{i+p+1}-x}{t_{i+p+1}-t_{i+1}}}B_{i+1,p-1}(x).}
Пусть индекс {\displaystyle k} обозначает сегмент, в который попадает интересующее нас значение аргумента: {\displaystyle x\in [t_{k},t_{k+1})}. Тогда, согласно рекурсивной формуле, ненулевое значение могут иметь только B-сплайны с индексами {\displaystyle i=k-p,\dots ,k}. Таким образом, их линейную комбинацию можно упростить, исключив нулевые слагаемые:
{\displaystyle \mathbf {S} (x)=\sum _{i=k-p}^{k}\mathbf {c} _{i}B_{i,p}(x).}
Заметим, что индекс суммирования принимает осмысленные значения ({\displaystyle i\geq 0}) только при {\displaystyle k\geq p}. С другой стороны, рекурсивная формула для {\displaystyle k}-го сегмента включает узлы с индексами до {\displaystyle k+1+p}. Следовательно, чтобы находить значение сплайна для любого {\displaystyle x} из отрезка {\displaystyle [t_{0},t_{m})}, необходимо иметь не менее {\displaystyle p} дополнительных узлов до и после него. На практике этого обычно достигают, дублируя первый и последний узел нужное число раз. Например, если {\displaystyle p=3} и даны узлы в точках {\displaystyle (0,1,2)}, то расширенный массив узлов будет иметь вид:{\displaystyle (0,0,0,0,1,2,2,2,2)}.

## Алгоритм
Теперь мы готовы непосредственно описать алгоритм де Бура. Он не вычисляет B-сплайны {\displaystyle B_{i,p}(x)} напрямую, а находит значение {\displaystyle \mathbf {S} (x)} по эквивалентной рекурсивной формуле.
Введём новый набор контрольных точек {\displaystyle \mathbf {d} _{i,r}}; положим {\displaystyle \mathbf {d} _{i,0}:=\mathbf {c} _{i}} для {\displaystyle i=k-p,\dots ,k}, а остальные {\displaystyle \mathbf {d} _{i,r}}найдём, последовательно применяя для {\displaystyle r=1,\dots ,p} следующую формулу:
{\displaystyle \mathbf {d} _{i,r}=(1-\alpha _{i,r})\mathbf {d} _{i-1,r-1}+\alpha _{i,r}\mathbf {d} _{i,r-1}\quad (i=k-p+r,\dots ,k);}
{\displaystyle \alpha _{i,r}={\frac {x-t_{i}}{t_{i+1+p-r}-t_{i}}}.}
После всех итераций, мы получим искомое значение в виде {\displaystyle \mathbf {S} (x)=\mathbf {d} _{k,p}}.
Алгоритм де Бура эффективнее, чем вычисление B-сплайнов {\displaystyle B_{i,p}(x)} по формуле Кокса—де Бура, поскольку он заранее отбрасывает те слагаемые, которые гарантированно будут равны нулю.

## Оптимизации
Приведённые выше алгоритм не оптимизирован для практической реализации на компьютере. Он предполагает хранение{\displaystyle (p+1)+p+\dots +1=(p+1)(p+2)/2} промежуточных контрольных точек {\displaystyle \mathbf {d} _{i,r}}, каждая из которых считывается из памяти только два раза. Если пробегать по {\displaystyle i} в обратном порядке, от большего значения к меньшему, можно обойтись {\displaystyle p+1} изменяемой переменной для промежуточных точек, помещая {\displaystyle \mathbf {d} _{i,r}} в ту переменную, которую занимала {\displaystyle \mathbf {d} _{i,r-1}}. Кроме того, поскольку на каждом шаге требуется единственное значение {\displaystyle \alpha }, его тоже можно хранить в одной и той же переменной.
Далее, вместо индекса {\displaystyle i} удобнее использовать индекс {\displaystyle j}, который начинается с нуля: {\displaystyle j=i+p-k}. В результате получается следующий усовершенствованный алгоритм:
1. Устанавливаем {\displaystyle \mathbf {d} _{j}:=\mathbf {c} _{j+k-p}} для {\displaystyle j=0,\dots ,p}.
2. Повторяем для всех {\displaystyle r=1,\dots ,p}:
{\displaystyle \mathbf {d} _{j}:=(1-\alpha )\mathbf {d} _{j-1}+\alpha \mathbf {d} _{j}\quad (j=p,p-1,\dots ,r)}, где {\displaystyle \alpha ={\frac {x-t_{j+k-p}}{t_{j+1+k-r}-t_{j+k-p}}}}.
3. Возвращаем ответ: {\displaystyle \mathbf {S} (x)=\mathbf {d} _{p}}.

## Пример реализации
Ниже приводится код усовершенствованного алгоритма на языке Python.
```
def
 
deBoor
(
k
:
 
int
,
 
x
:
 
int
,
 
t
,
 
c
,
 
p
:
 
int
):

    
"""Вычисление сплайна S(x) по алгоритму де Бура.

    Входные параметры

    -----------------

    k: Индекс сегмента, содержащего x.

    x: Точка, в которой требуется вычислить сплайн.

    t: Массив узлов (расширенный дополнительными узлами, см. статью).

    c: Массив контрольных точек.

    p: Степень сплайна.

    """

    
d
 
=
 
[
c
[
j
 
+
 
k
 
-
 
p
]
 
for
 
j
 
in
 
range
(
0
,
 
p
 
+
 
1
)]
 

    
for
 
r
 
in
 
range
(
1
,
 
p
 
+
 
1
):

        
for
 
j
 
in
 
range
(
p
,
 
r
 
-
 
1
,
 
-
1
):

            
alpha
 
=
 
(
x
 
-
 
t
[
j
 
+
 
k
 
-
 
p
])
 
/
 
(
t
[
j
 
+
 
1
 
+
 
k
 
-
 
r
]
 
-
 
t
[
j
 
+
 
k
 
-
 
p
])
 

            
d
[
j
]
 
=
 
(
1.0
 
-
 
alpha
)
 
*
 
d
[
j
 
-
 
1
]
 
+
 
alpha
 
*
 
d
[
j
]

    
return
 
d
[
p
]

```

## Внешние ссылки
- De Boor's Algorithm
- The DeBoor-Cox Calculation

## Промышленные реализации
Алгоритм де Бура реализован во многих популярных библиотеках на разных языках программирования:
- PPPACK: содержит алгоритмы для работы со сплайнами на языке Fortran.
- GNU Scientific Library: библиотека на языке C, включает в себя портированную версию предыдущей библиотеки.
- SciPy: библиотека для Python; функции для работы со сплайнами содержатся в модуле scipy.interpolate, они основываются на FITPACK.
- TinySpline: специализированная библиотека на C, имеет также интерфейсы для C++, C#, Java, Lua, PHP, Python и Ruby.
- Einspline: ещё реализация на C с обёрткой для Fortran; поддерживает 1-, 2- и 3-мерные сплайны.